# Konstantin Aleksandrovič Ŝerbakov
Konstantin Aleksandrovič Ŝerbakov (in russo Константин Александрович Щербаков?; Barnaul, 11 giugno 1963) è un pianista e docente russo.

## Biografia

### Formazione
È stato il vincitore del primo Concorso Rachmaninov nel 1983. Nel 1990, ha suonato da solo in quattro récital al festival di musica da camera di Asolo, che ha lanciato la sua carriera internazionale.

### Carriera
Ŝerbakov svolge una brillante carriera discografica per l'etichetta Naxos; tra i suoi dischi con questa etichetta troviamo le registrazioni di tutti i concerti di Čajkovskij, la trascrizione di Liszt delle nove sinfonie di Beethoven e la musica di Godowsky, Metner, Respighi, Šostakovič e Ljapunov. L'accettazione da parte della critica è stata molto alta; la rivista Gramophone ha scritto che Ŝerbakov suona con "delicatezza e affetto" e il Circolo della critica tedesca ha assegnato a Ŝerbakov il primo premio due volte, una volta per una registrazione della Sonata in mi minore di Godowsky e una volta per l'interpretazione della versione pianistica della Nona sinfonia di Beethoven. La sua registrazione dei Ventiquattro preludi e fughe di Šostakovič ha ricevuto "un trionfo" da ClassicsToday.com e un premio classico a Cannes nel 2001. La rivista Répertoire lo ha premiato con un "raccomandato" (n° 145).

### Docente
Dal 1998 Konstantin Ŝerbakov è professore all'Università delle Arti di Zurigo. È membro di giurie in importanti concorsi internazionali - come l'ARD di Monaco, il Busoni di Bolzano, il Liszt a Weimar e, tra gli altri, a Rio de Janeiro, Seul, L'Avana e organizza regolarmente corsi di perfezionamento in tutto il mondo: Germania, Italia, Svizzera, Nuova Zelanda, Singapore, Cuba, Russia, Sudafrica, Giappone e Brasile. Molti dei suoi studenti hanno vinto premi e riconoscimenti in concorsi internazionali. La più recente è Julianna Andreevna Avdeeva, vincitrice del Concorso pianistico internazionale Fryderyk Chopin di Varsavia nel 2010.

### Vita privata
Ŝerbakov vive con la sua famiglia a Zurigo, Svizzera dal 1992. Trascorre la maggior parte del tempo in Spagna e Russia.